# Тепличний потік
Тепличний потік (словац. Tepličný potok) — річка; права притока Горнаду, протікає в окрузі Списька Нова Весь.
Довжина приблизно 5.9-6.4 км. Витік знаходиться в масиві Списько-Гемерський карст  (геоморфологічна підодиниця Словацький Рай; схил гори Округли-Врх) —  на висоті приблизно 815-820 метрів.
Протікає територією сіл Грабушиці і Бетлановці.[неавторитетне джерело] Впадає в Горнад на висоті приблизно 540-545 метрів.